# 아인슈타인 표기법
아인슈타인 표기법(Einstein notation) 또는 아인슈타인의 합 규약(Einstein summation convention)은 수학의 선형대수학을 물리학에 응용하면서 좌표계에 관한 공식을 다룰 때 유용한 표기 규칙이다. 알베르트 아인슈타인이 이 표기법을 1916년에 처음 소개하였다.

이 표기법에서, 한 항에 동일한 첨자가 윗첨자와 아랫첨자로 한 번씩 짝을 지어 나타날 경우, (마치 합의 기호가 항의 앞에 있을 때처럼) 해당 첨자가 가질 수 있는 모든 값에 대해 항의 값을 전부 더하는 것으로 이해한다. 여기에서 첨자는 보통 물리적 유클리드 공간의 세 차원을 나타내는 1,2,3이나 시공간 혹은 민코프스키 공간의 네 차원을 나타내는 0,1,2,3 혹은 1,2,3,4의 값을 취하나, 특정한 무한 집합의 임의의 원소를 취할 수 있도록 놓는 경우도 있다.

## 정의
아래와 같은 식을 생각해보자.
{\displaystyle y=\sum _{i=1}^{3}c_{i}x^{i}=c_{1}x^{1}+c_{2}x^{2}+c_{3}x^{3}}
매우 복잡해 보이는 식이지만 합의 기호를 사용하면 비교적 간단한 형태로 식을 바꿀 수 있다.
{\displaystyle y=\sum _{i=1}^{n}c_{i}x^{i}}
여기에 아인슈타인 표기법을 사용해 식을 더 간단하게 표현할 수 있다.
{\displaystyle y=c_{i}x^{i}\,}
단, 여기서 위첨자가 지수승을 의미하지 않는다. (좀 더 정확히 말하면, 위첨자가 붙은 변수는 벡터, 아래첨자가 붙은 변수는 코벡터를 의미한다.) 이렇게, 아인슈타인 표기법에선 중복된 첨자를 이용해 마치 분수에서 약분을 하듯이 첨자에 대한 합을 해 첨자를 없애 합의 기호를 대체한다.

## 이 표기법으로 나타낸 연산자들

### 내적
임의의 1 × n 행벡터 ui와 n × 1 열벡터 vi에 대해 두 벡터 ui, vi 의 내적을 다음과 같이 표현할 수 있다.
{\displaystyle u_{i}v^{i}=u_{1}v_{1}+u_{2}v_{2}+...+u_{n}v_{n}\,}

### 외적
임의의 m × 1 열벡터 ui와 1 × n 행벡터 vj에 대해 두 벡터 uj, vi의 외적을 다음과 같이 표현할 수 있다.
{\displaystyle u^{i}v_{j}=A_{j}^{i}}
결과적으로, m × n 행렬 A를 얻게 된다.

### 행렬과 벡터의 곱
임의의 m × n 행렬 Ai j와 n × 1 열벡터 vj가 주어졌을때,두 행렬의 곱의 결과를 ui라 하면 이 곱을 다음과 같이 표현할 수 있다.
{\displaystyle u^{i}=A_{j}^{i}v^{j}}

### 대각합
임의의 n × n 행렬 A의 대각합 tr(A)는 다음과 같이 표현할 수 있다.
{\displaystyle {\textrm {tr}}(A)=A_{i}^{i}}

### 벡터의 좌표와 기저를 통한 표기
e1, e2 와 e3를 3차원 공간의 기저라 하자. 일반적인 표기법을 통해 벡터 u를 표시하면,
{\displaystyle \mathbf {u} =u^{1}\mathbf {e} _{1}+u^{2}\mathbf {e} _{2}+u^{3}\mathbf {e} _{3}=\sum _{i=1}^{3}u^{i}\mathbf {e} _{i}}
이 된다. 이를 아인슈타인 표기법을 사용해 나타내면,
{\displaystyle \mathbf {u} =u^{i}\mathbf {e} _{i}}
이다.

### 스칼라곱
두 벡터 a = [a1, a2, … , an], b = [b1, b2, … , bn]라 하자. 두 벡터의 스칼라 곱을 아인슈타인 표기법을 사용해 나타내면 아래와 같은 텐서 방정식을 얻는다.
{\displaystyle \mathbf {a} \cdot \mathbf {b} =(u^{i}\mathbf {e} _{i})\cdot (u^{j}\mathbf {e} _{j})=u^{i}u^{j}(\mathbf {e} _{i}\cdot \mathbf {e} _{j})}
여기서 기저의 성질에 의해
{\displaystyle \mathbf {e} _{i}\cdot \mathbf {e} _{j}=\left\{{\begin{matrix}1,&{\mbox{if }}i=j\\0,&{\mbox{if }}i\neq j\end{matrix}}\right.}
임을 알 수 있다. 이 텐서를 크로네커 델타 δij 라 정의한다. 마지막으로 이 텐서를 이용해 스칼라곱을 표현하면 아래와 같은 식을 얻는다.
{\displaystyle \mathbf {a} \cdot \mathbf {b} =a^{i}b^{j}\delta _{ij}}

### 벡터곱
두 벡터 u = [u1, u2, u3], v = [v1, v2, v3]라 하자. 두 벡터의 벡터곱을 아인슈타인 표기법을 사용해 나타내면 아래와 같은 텐서 방정식을 얻는다.
{\displaystyle \mathbf {u} \times \mathbf {v} =(u^{j}\mathbf {e} _{j})\times (v^{k}\mathbf {e} _{k})=u^{j}v^{k}(\mathbf {e} _{j}\times \mathbf {e} _{k})}
여기서 기저의 성질에 의해
{\displaystyle \mathbf {e} _{j}\times \mathbf {e} _{k}=\varepsilon _{jk}^{i}\mathbf {e} _{i}}
{\displaystyle \varepsilon _{jk}^{i}=\delta ^{il}\varepsilon _{ljk}}
{\displaystyle \varepsilon _{ijk}={\begin{cases}+1&{\mbox{if }}(i,j,k){\mbox{ is }}(1,2,3),(3,1,2){\mbox{ or }}(2,3,1),\\-1&{\mbox{if }}(i,j,k){\mbox{ is }}(3,2,1),(1,3,2){\mbox{ or }}(2,1,3),\\0&{\mbox{otherwise: }}i=j{\mbox{ or }}j=k{\mbox{ or }}k=i,\end{cases}}}
임을 알 수 있다. 여기서 텐서 εijk를 레비-시비타 기호라 한다. 마지막으로 이 텐서를 이용해 벡터곱을 표현하면 아래와 같은 식을 얻는다.
{\displaystyle \mathbf {u} \times \mathbf {v} =\epsilon _{jk}^{i}u^{j}v^{k}\mathbf {e} _{i}}.

## 같이 보기
- 텐서
- 브라-켓 표기법
- 레비치비타 기호